# Битка при Варшава (1920)
Битката при Варшава (на полски: Bitwa Warszawska), разговорно наричана „Чудото на Висла“ (на полски: Cud nad Wisłą) – битка, проведена на 13 – 25 август 1920 г. по време на Полско-съветската война.
В началото на август 1920 г. Червената армия преминава река Буг и в бърз марш се отправя към столицата на Полша. Полското военно командване разработва план за отбрана, който предвижда установяване на защитна линия на река Висла и подготовка на контраатака.
Варшавската битка се превръща в кулминацията на военните действия. Тя се състои от три операции – сблъсъците в покрайнините на Варшава, битката на река Викра и маневрата при река Вепш.
Отбраната на столицата се осъществява от 1 армия, ръководена от ген. Франчишек Лятиник. На 13 август две съветски дивизии успяват да преодолеят защитата на 11 Дивизия под командването на полк. Болеслав Яжмински и да завладеят Раджимин, град, разположен на около 17 km от Варшава. Вследствие от тази загуба полското военно командване взема решение да включи в битката 5 армия, която под ръководството на ген. Шикорски воюва на северния фронт. На 14 август полските войски оказват сериозна съпротива по източната и югоизточната отбранителна линия. На следващия ден защитниците на столицата постигат сериозен успех и обръщат ситуацията на бойното поле и Червената армия е принудена да отстъпи.
Контраофанзивата, ръководената от самия Юзеф Пилсудски, започва на 16 август. Полските военни сили, които настъпват откъм р. Вепш окончателно разбиват армията на Михаил Тухачевски. Първоначалният план на полския главнокомандващ предвижда да се отреже пътят за отстъпление на Червената армия на изток и тя да бъде изтласкана към границата с Германия. Поради забавяне на 1 армия и насочването ѝ в северозападна вместо в североизточна посока обаче това намерение не се осъществява. 5 армия, действаща над Викра обаче успява да прекъсне връзките на болшевишки подразделения с тяхното главнокомандване, да ги насочи към западната граница, където те биват интернирани в Източна Прусия. .
Сериозното предимство на поляците по време на битката се дължи на факта, че техните криптографи успяват да разчетат голяма част от радиосигналите, които Червената армия изпраща. Голяма роля в полската победа изиграва и масовия алкохолизъм в Червената армия и причинения от него спад на дисциплината.
Загубите при отбраната на столицата възлизат на ок. 4,5 хил. загинали, 22 хил. ранени и 10 хил. изчезнали. Победата обаче води до окончателно отблъскване на съветските войски. На 15 октомври в Рига е подписано примирие между двете страни, а през март 1921 г. е изготвен мирният договор, който установява полско-съветските отношения и очертава източната граница на Полша.
Битката при Варшава е не само най-важния момент от полско-съветската война, но е определяна и като най-значимата полска военна победа през ХХ в. Названието „чудото над Висла“ става популярно благодарение на романа на Йежи Косак със същото заглавие. Британския дипломат Едгар д'Абернон нарежда битката за Варшава от 1920 г. на 18 място в своя преглед на военните сблъсъци, оказали най-голямо влияние върху световната история. Това е несъмнено най-големият успех на полското оръжие след победата на Собиески при Виена през 1683 г. Поляците приемат, че през 1920 г. са успели да спрат експанзията на Съветския съюз, чиито последствия в неспокойната политическа и социална ситуация, настъпила в Западна Европа след Първата световна война, биха засегнали целия континент. 